# César Fernando Silva dos Santos
César Fernando Silva Melo (sinh ngày 29 tháng 11 năm 1989), thường được biết với tên Cesinha, là một cầu thủ bóng đá Brasil thi đấu cho Daegu FC, ở vị trí tiền đạo.

## Sự nghiệp
Sinh ra ở Santa Albertina, São Paulo, Cesinha tốt nghiệp tại hệ thống trẻ Corinthians, nhưng ra mắt theo dạng cho mượn tại Osvaldo Cruz. Sau khi ra sân cho União Barbarense và Audax São Paulo, anh trở lại the đội bóng cũ ngày 7 tháng 12 năm 2011.
Ngày 16 tháng 5 năm 2012 Cesinha ký hợp đồng với Bragantino. Sau khi ra sân không nhiều, anh trở lại Barbarense vào tháng 1 năm sau đó, theo hợp đồng cho mượn 6 tháng.
Cesinha trở lại Braga vào tháng 6 năm 2013, và được ra sân thường xuyên. Ngày 3 tháng 10 năm sau đó, anh được cho mượn đến Atlético Mineiro, cho đến tháng 5 năm 2015.
Cesinha ra mắt tại Série A ngày 9 tháng 10, thay cho Luan trong trận hòa 0–0 trên sân khách trước Fluminense. Ngày 6 tháng 5 năm 2015 anh chuyển đến đội bóng Ponte Preta, cho đến tháng 12.

## Danh hiệu
União Barbarense
- Campeonato Paulista Série A2: 2012

Atlético Mineiro
- Campeonato Mineiro: 2015